# Herb gminy Czajków
Herb gminy Czajków – jeden z symboli gminy Czajków, autorstwa Piotra Gołdyna, ustanowiony 15 czerwca 2009.

## Wygląd i symbolika
Herb przedstawia na tarczy koloru zielonego czarno-srebrną czajkę ze złotymi kończynami, kroczącą w prawo. Jest to tzw. herb mówiący, nawiązujący do nazwy gminy. 